# 昂贝略站
昂贝略站，又名昂贝略昂比热站，是法国的一个铁路车站，位于法国东部城市昂贝略昂比热，距离里昂东北大约50公里。

## 位置
昂贝略站位于昂贝略昂比热市区的西南部。车站大致呈东西走向，开口朝北。

## 车站概况
昂贝略站是法国东部的一个重要铁路交通枢纽，马孔－昂贝略铁路和里昂－日内瓦铁路在此交汇，同时还有向南的昂贝略－蒙塔留铁路，但该铁路现仅保留货运功能，且部分路段已关闭。
昂贝略站东侧有一个配套的大型编组站，其铁路股道数量超过40条，是法国最重要的铁路编组站之一。昂贝略站还配有机车车头转向盘，被称为"昂贝略之星"（法語：étoile d'Ambérieu），昂贝略也因此一度成为"火车之城"，在二十世纪30年代，昂贝略站配属的机车数量达到了247台，雇佣的铁道工人数量超过2100人，占到了整个昂贝略市镇人口数量的1/3。1998年，昂贝略铁路博物馆建成并向民众开放。

## 站名
昂贝略站位于昂贝略昂比热，该市原名昂贝略，于1955年更名，但对应的昂贝略站的官方名称却并没有改变，且这一名称则保留至今。不过，在某些场合，"昂贝略昂比热站"仍然可以使用。

## 停靠线路
以下列车线路在昂贝略站停靠：
| 昂贝略站列车线路表                                        |      |                   |                          |              |
| 线路                                                      | 车种 | 上一站            | 下一站                   | 大致运行频率 |
| 里昂（佩拉什/帕丢）—贝勒加尔德/日内瓦/圣日尔维莱班/埃维昂 | TER  | 里昂帕丢          | 特奈高城/大维里厄/屈洛兹 | 每天9趟左右  |
| 里昂—阿讷西                                               | TER  | 里昂帕丢          | 屈洛兹/艾克斯莱班        | 每天9趟左右  |
| 昂贝略—尚贝里                                             | TER  | （起点）          | 圣朗贝尔昂比热           | 每天1~4趟    |
| 菲尔米尼/圣艾蒂安—昂贝略                                  | TER  | 梅克西米厄-佩鲁日 | （终点）                 | 每天9趟左右  |
| 里昂—昂贝略                                               | TER  | 梅克西米厄-佩鲁日 | （终点）                 | 每天3趟左右  |
| 马孔/布雷斯堡—昂贝略                                      | TER  | 昂布罗内          | （终点）                 | 每天7趟左右  |
| 里昂—贝桑松                                               | TER  | 里昂帕丢          | 布昂佩斯                 | 每天1趟      |
| 1. 2.                                                     |      |                   |                          |              |

## 配套交通

### 城际客运
昂贝略站对应的大巴车上下车地点位于车站前方的广场上。
| 停靠昂贝略的大巴车 |                      |                                                                        |
| 上下车地点         | 运营单位             | 主要目的地                                                             |
| 昂贝略站前方广场   | 安省城际客运 Car Ain | 布雷斯地区布尔格、南蒂阿、拉尼厄、吕伊                                 |
| 昂贝略站前方广场   | SNCF                 | （当某条铁路线施工或罢工时，SNCF可能会提供途径该线路沿途站点的大巴车） |
| 1. 2. 3.           |                      |                                                                        |

### 市内交通
| 昂贝略站附近的市内公共交通线路 |              |               |
| 公交车站名称                   | 位置         | 停靠线路      |
| Gare SNCF                      | 昂贝略站门口 | 1路、2路、3路 |
| 1.                             |              |               |

## 临近车站
| 昂贝略站（Gare d'Ambérieu）    |                            |                  |
| 上行车站                       | 线路                       | 下行车站         |
| 昂布罗内站                     | 马孔－昂贝略铁路           | （终点）         |
| 马克西米厄佩鲁日站             | 里昂－日内瓦铁路           | 圣朗贝尔昂比热站 |
| （起点）                       | 昂贝略－蒙塔留铁路（货运） | （货运铁路）     |
| - 本表仅显示运营中的线路及车站 |                            |                  |